# IWGP Heavyweight Championship
L'IWGP Heavyweight Championship è stato un titolo mondiale difeso nella New Japan Pro-Wrestling. "IWGP" è l'acronimo di International Wrestling Grand Prix e fu concepito come torneo al quale avrebbero dovuto partecipare le principali stelle del wrestling mondiale e dove vincitori della manifestazione dovessero ricevere un trofeo, benché nella prima edizione al campione venne consegnata una cintura.

## Storia
Il titolo fu creato nel 1983 per rimpiazzare il precedente NWF Heavyweight Championship (e fino ad allora il titolo più importante della NJPW), poiché quest'ultimo aveva perso la qualifica di titolo del mondo a partire dal 1978.
L'albo d'oro dell'IWGP Heavyweight Championship è oggetto di controversie poiché e nonostante il torneo si tenne a partire dal 1983 e con cadenza annuale, fino al 2007 non furono considerati vincitori i lottatori che avevano conquistato il titolo prima del 1987 e per questo motivo i regni di Hulk Hogan (1983, prima edizione), Antonio Inoki (1984 e 1986, seconda e quarta edizione) e André the Giant (1985, terza edizione) non sono stati mai inseriti nell'albo d'oro. 

A partire dall'edizione 2007 dell'Almanacco del Wrestling invece (un'edizione redatta dal periodico statunitense Pro Wrestling Illustrated), Hulk Hogan è indicato come primo detentore del titolo.
Il 15 luglio 2006 l'allora campione Brock Lesnar fu privato del titolo (perché non poteva più difenderlo) e poiché scelse di tenere con sé la cintura questa non venne più riconosciuta come rappresentante l'IWGP Heavyweight Championship da parte della NJPW.
Il 29 giugno 2007 Lesnar fu sconfitto da Kurt Angle in un match svoltosi nella Inoki Genome Federation (IGF) valido per la cintura in possesso di Lesnar e da quel momento il nome della cintura fu trasformato in IWGP Third Belt Championship ed è diventata il titolo massimo della IGF.
In un match di unificazione svoltosi il 17 febbraio 2008 il detentore dell'IWGP Heavyweight Championship Shinsuke Nakamura, ha affrontato e sconfitto Kurt Angle (il detentore dell'IWGP Third Belt Championship) e da quel momento il nuovo titolo unificato ha preso il nome attuale.
A partire dal 3 aprile 2020 è stato riconosciuto ufficialmente come titolo mondiale dalla rivista Pro Wrestling Illustrated.
Il 4 marzo 2021 il titolo venne ritirato dopo l'unificazione con l'IWGP Intercontinental Championship da parte di Kōta Ibushi per formare l'IWGP World Heavyweight Championship.

## Albo d'oro
| #  | Campione           | Regno | Data              | Giorni | Difese | Località            | Evento                                | Note | Fonti |
| -- | ------------------ | ----- | ----------------- | ------ | ------ | ------------------- | ------------------------------------- | --- | ----- |
| 1  | Antonio Inoki      | 1     | 12 giugno 1987    | 325    | 4      | Tokyo, Giappone     | IWGP Champion Series 1987             | Inoki sconfisse Masa Saito nella finale del torneo per l'assegnazione del titolo. |       |
| —  | Vacante            | —     | 2 maggio 1988     | —      | —      | —                   | —                                     | Reso vacante a seguito di un infortunio di Inoki al piede sinistro. |       |
| 2  | Tatsumi Fujinami   | 1     | 8 maggio 1988     | 19     | 1      | Tokyo, Giappone     | Super Fight Series 1988               | Fujinami sconfisse Big Van Vader in un match per la riassegnazione del titolo. |       |
| —  | Vacante            | —     | 27 maggio 1988    | —      | —      | —                   | —                                     | Reso vacante a seguito di un match contro Riki Choshu finito in no contest. |       |
| 3  | Tatsumi Fujinami   | 2     | 2 giugno 1988     | 285    | 7      | Osaka, Giappone     | IWGP Champion Series 1988             | Fujinami sconfisse Riki Choshu in un match per la riassegnazione del titolo. |       |
| —  | Vacante            | —     | 5 aprile 1989     | —      | —      | —                   | —                                     | Reso vacante affinché il titolo venisse assegnato in un torneo. |       |
| 4  | Big Van Vader      | 1     | 24 aprile 1989    | 31     | 0      | Tokyo, Giappone     | Battle Satellite in Tokyo Dome        | Vader sconfisse Shinya Hashimoto nella finale del torneo per la riassegnazione del titolo. |       |
| 5  | Salman Hashimikov  | 1     | 25 maggio 1989    | 48     | 0      | Osaka, Giappone     | Battle Satellite 1989 in Osaka Dome   | |       |
| 6  | Riki Choshu        | 1     | 12 luglio 1989    | 29     | 0      | Osaka, Giappone     | Summer Fight Series 1989              | |       |
| 7  | Big Van Vader      | 2     | 10 agosto 1989    | 374    | 4      | Tokyo, Giappone     | House show                            | |       |
| 8  | Riki Choshu        | 2     | 19 agosto 1990    | 129    | 1      | Tokyo, Giappone     | House show                            | |       |
| 9  | Tatsumi Fujinami   | 3     | 26 dicembre 1990  | 22     | 0      | Hamamatsu, Giappone | King of Kings                         | |       |
| 10 | Big Van Vader      | 3     | 17 gennaio 1991   | 46     | 0      | Yokohama, Giappone  | New Year Dash 1991                    | |       |
| 11 | Tatsumi Fujinami   | 4     | 4 marzo 1991      | 306    | 3      | Hiroshima, Giappone | Best Fight Series 1991                | |       |
| 12 | Riki Choshu        | 3     | 4 gennaio 1992    | 225    | 4      | Tokyo, Giappone     | Super Warriors in Tokyo Dome          | Era in palio anche il Greatest 18 Championship di Choshu. |       |
| 13 | The Great Muta     | 1     | 16 agosto 1992    | 400    | 5      | Fukuoka, Giappone   | G1 Climax Special 1992                | Era in palio anche il Greatest 18 Championship di Choshu. |       |
| 14 | Shinya Hashimoto   | 1     | 20 settembre 1993 | 196    | 4      | Nagoya, Giappone    | G1 Climax Special 1993                | |       |
| 15 | Tatsumi Fujinami   | 5     | 4 aprile 1994     | 27     | 0      | Hiroshima, Giappone | Battle Little Kyushu                  | |       |
| 16 | Shinya Hashimoto   | 2     | 1º maggio 1994    | 367    | 9      | Fukuoka, Giappone   | Wrestling Dontaku 1994                | |       |
| 17 | Keiji Muto         | 2     | 3 maggio 1995     | 246    | 5      | Fukuoka, Giappone   | Wrestling Dontaku 1995                | |       |
| 18 | Nobuhiko Takada    | 1     | 4 gennaio 1996    | 116    | 1      | Tokyo, Giappone     | Wrestling World 1996                  | |       |
| 19 | Shinya Hashimoto   | 3     | 29 aprile 1996    | 489    | 7      | Tokyo, Giappone     | Battle Formation                      | |       |
| 20 | Kensuke Sasaki     | 1     | 31 agosto 1997    | 216    | 3      | Yokohama, Giappone  | Final Power Hall in Yokohama          | |       |
| 21 | Tatsumi Fujinami   | 6     | 4 aprile 1998     | 126    | 2      | Tokyo, Giappone     | Antonio Inoki Retirement Show         | |       |
| 22 | Masahiro Chono     | 1     | 8 agosto 1998     | 44     | 0      | Osaka, Giappone     | Rising the Next Generation in Osaka   | |       |
| —  | Vacante            | —     | 21 settembre 1998 | —      | —      | —                   | —                                     | Reso vacante a causa di infortunio di Chono al collo. |       |
| 23 | Scott Norton       | 1     | 23 settembre 1998 | 103    | 4      | Yokohama, Giappone  | Big Wednesday                         | Norton sconfisse Yuji Nagata in un match per la riassegnazione del titolo. |       |
| 24 | Keiji Muto         | 3     | 4 gennaio 1999    | 340    | 5      | Tokyo, Giappone     | Wrestling World 1999                  | |       |
| 25 | Genichirō Tenryū   | 1     | 10 dicembre 1999  | 25     | 0      | Osaka, Giappone     | Battle Final 1999                     | |       |
| 26 | Kensuke Sasaki     | 2     | 4 gennaio 2000    | 279    | 5      | Tokyo, Giappone     | Wrestling World 2000                  | Durante questo regno, Sasaki cambiò ring name in Power Warrior. |       |
| —  | Vacante            | —     | 9 ottobre 2000    | —      | —      | —                   | —                                     | Reso vacante dopo che Sasaki perse un match non titolato contro Toshiaki Kawada a Do Judge!!. |       |
| 27 | Kensuke Sasaki     | 3     | 4 gennaio 2001    | 72     | 1      | Tokyo, Giappone     | Wrestling World 2001                  | Sasaki sconfisse Toshiaki Kawada nella finale del torneo per la riassegnazione del titolo. |       |
| 28 | Scott Norton       | 2     | 17 marzo 2001     | 23     | 0      | Nagoya, Giappone    | Hyper Battle 2001                     | |       |
| 29 | Kazuyuki Fujita    | 1     | 9 aprile 2001     | 270    | 2      | Osaka, Giappone     | Strong Style 2001                     | |       |
| —  | Vacante            | —     | 4 gennaio 2002    | —      | —      | —                   | —                                     | Reso vacante dopo un infortunio di Fujita al tendine d'Achille. |       |
| 30 | Tadao Yasuda       | 1     | 16 febbraio 2002  | 48     | 1      | Tokyo, Giappone     | Fighting Spirit 2002                  | Yasuda ha sconfisse Yūji Nagata nella finale del torneo per la riassegnazione del titolo. |       |
| 31 | Yūji Nagata        | 1     | 5 aprile 2002     | 392    | 10     | Tokyo, Giappone     | Fighting Spirit 2002                  | |       |
| 32 | Yoshihiro Takayama | 1     | 2 maggio 2003     | 48     | 3      | Tokyo, Giappone     | Ultimate Crush                        | Era in palio anche l'NWF Heavyweight Championship di Takayama. |       |
| 33 | Hiroyoshi Tenzan   | 1     | 3 novembre 2003   | 36     | 0      | Yokohama, Giappone  | Yokohama Dead Out                     | |       |
| 34 | Shinsuke Nakamura  | 1     | 9 dicembre 2003   | 58     | 1      | Osaka, Giappone     | Battle Final 2003                     | Il 4 gennaio 2004, a Wrestling World 2004, Nakamura ha sconfitto Yoshihiro Takayama per unificare l'IWGP Heavyweight Championship con l'NWF Heavyweight Championship.                                                  |       |
| —  | Vacante            | —     | 5 febbraio 2004   | —      | —      | —                   | —                                     | Reso vacante dopo una serie di infortuni di Nakamura. |       |
| 35 | Hiroyoshi Tenzan   | 2     | 15 febbraio 2004  | 26     | 1      | Tokyo, Giappone     | Fighting Spirit 2004                  | Tenzan sconfisse Genichirō Tenryū nella finale del torneo per la riassegnazione del titolo. |       |
| 36 | Kensuke Sasaki     | 4     | 12 marzo 2004     | 16     | 0      | Tokyo, Giappone     | Hyper Battle 2004                     | |       |
| 37 | Bob Sapp           | 1     | 28 marzo 2004     | 66     | 1      | Tokyo, Giappone     | King of Sports                        | |       |
| —  | Vacante            | —     | 2 giugno 2004     | —      | —      | —                   | —                                     | Reso vacante dopo che Sapp perse un K-1 Fight contro Kazuyuki Fujita. |       |
| 38 | Kazuyuki Fujita    | 2     | 5 giugno 2004     | 126    | 1      | Osaka, Giappone     | The Crush II                          | Fujita sconfisse Hiroshi Tanahashi nella finale del torneo per la riassegnazione del titolo. |       |
| 39 | Kensuke Sasaki     | 5     | 9 ottobre 2004    | 64     | 2      | Tokyo, Giappone     | Pro-Wrestlers Be Strongest            | |       |
| 40 | Hiroyoshi Tenzan   | 3     | 12 dicembre 2004  | 70     | 0      | Nagoya, Giappone    | Battle Final 2004                     | |       |
| 41 | Satoshi Kojima     | 1     | 20 febbraio 2005  | 83     | 0      | Tokyo, Giappone     | New Year Gold Series                  | Era in palio anche il Triple Crown Heavyweight Championship di Kojima. |       |
| 42 | Hiroyoshi Tenzan   | 4     | 14 maggio 2005    | 65     | 1      | Tokyo, Giappone     | Nexess VI                             | |       |
| 43 | Kazuyuki Fujita    | 3     | 18 luglio 2005    | 82     | 0      | Sapporo, Giappone   | Summer Fight Series 2005              | |       |
| 44 | Brock Lesnar       | 1     | 8 ottobre 2005    | 280    | 3      | Tokyo, Giappone     | Tōkon Sōzō New Chapter                | In un Three-Way match che includeva anche Masahiro Chono. |       |
| —  | Vacante            | —     | 15 luglio 2006    | —      | —      | —                   | —                                     | Reso vacante dopo che Lesnar si rifiutò di difendere il titolo. Lesnar mantenne fisicamente la cintura, e in seguito venne riconosciuto come il primo campione dalla Inoki Genome Federation usando la stessa cintura. |       |
| 45 | Hiroshi Tanahashi  | 1     | 17 luglio 2006    | 270    | 4      | Sapporo, Giappone   | Circuit2006 Turbolence                | Tanahashi sconfisse Giant Bernard nella finale del torneo per l'assegnazione del titolo. |       |
| 46 | Yuji Nagata        | 2     | 13 aprile 2007    | 178    | 2      | Osaka, Giappone     | Circuit2007 New Japan Brave Tour      | |       |
| 47 | Hiroshi Tanahashi  | 2     | 8 ottobre 2007    | 88     | 1      | Tokyo, Giappone     | Explosion '07                         | |       |
| 48 | Shinsuke Nakamura  | 2     | 4 gennaio 2008    | 114    | 2      | Tokyo, Giappone     | Wrestle Kingdom II                    | Il 17 febbraio 2008, a Circuit2008 New Japan Ism Tour, Nakamura sconfisse Kurt Angle per unificare l'IWGP Heavyweight Championship con l'IGF Heavyweight Championship.                                                 |       |
| 49 | Keiji Muto         | 4     | 27 aprile 2008    | 252    | 4      | Osaka, Giappone     | Circuit2008 New Japan Brave Tour      | |       |
| 50 | Hiroshi Tanahashi  | 3     | 4 gennaio 2009    | 122    | 3      | Tokyo, Giappone     | Wrestle Kingdom III                   | |       |
| 51 | Manabu Nakanishi   | 1     | 6 maggio 2009     | 45     | 0      | Tokyo, Giappone     | Dissidence                            | |       |
| 52 | Hiroshi Tanahashi  | 4     | 20 giugno 2009    | 58     | 1      | Osaka, Giappone     | Dominion 6.20                         | |       |
| —  | Vacante            | —     | 17 agosto 2009    | —      | —      | —                   | —                                     | Reso vacante dopo un infortunio di Tanahashi all'occhio. |       |
| 53 | Shinsuke Nakamura  | 3     | 27 settembre 2009 | 218    | 6      | Kōbe, Giappone      | Circuit2009 New Japan Generation Tour | Nakamura sconfisse Togi Makabe in un match per la riassegnazione del titolo. |       |
| 54 | Togi Makabe        | 1     | 3 maggio 2010     | 161    | 3      | Fukuoka, Giappone   | Wrestling Dontaku 2010                | |       |
| 55 | Satoshi Kojima     | 2     | 11 ottobre 2010   | 85     | 1      | Tokyo, Giappone     | Destruction '10                       | |       |
| 56 | Hiroshi Tanahashi  | 5     | 4 gennaio 2011    | 404    | 11     | Tokyo, Giappone     | Wrestle Kingdom V                     | |       |
| 57 | Kazuchika Okada    | 1     | 12 febbraio 2012  | 125    | 2      | Osaka, Giappone     | The New Beginning                     | |       |
| 58 | Hiroshi Tanahashi  | 6     | 16 giugno 2012    | 295    | 7      | Osaka, Giappone     | Dominion 6.16                         | |       |
| 59 | Kazuchika Okada    | 2     | 7 aprile 2013     | 391    | 8      | Tokyo, Giappone     | Invasion Attack                       | |       |
| 60 | A.J. Styles        | 1     | 3 maggio 2014     | 163    | 2      | Fukuoka, Giappone   | Wrestling Dontaku 2014                | |       |
| 61 | Hiroshi Tanahashi  | 7     | 13 ottobre 2014   | 121    | 2      | Tokyo, Giappone     | King of Pro-Wrestling                 | |       |
| 62 | A.J. Styles        | 2     | 11 febbraio 2015  | 144    | 1      | Osaka, Giappone     | The New Beginning in Osaka            | |       |
| 63 | Kazuchika Okada    | 3     | 5 luglio 2015     | 280    | 3      | Osaka, Giappone     | Dominion 7.5 in Osaka-jo Hall         | |       |
| 64 | Tetsuya Naito      | 1     | 10 aprile 2016    | 70     | 1      | Tokyo, Giappone     | Invasion Attack                       | |       |
| 65 | Kazuchika Okada    | 4     | 19 giugno 2016    | 720    | 12     | Osaka, Giappone     | Dominion 6.19 in Osaka-jo Hall        | |       |
| 66 | Kenny Omega        | 1     | 9 giugno 2018     | 209    | 3      | Osaka, Giappone     | Dominion 6.9 in Osaka-jo Hall         | In un No Time Limit 2-out-of-3 Falls match vinto per 2-1. |       |
| 67 | Hiroshi Tanahashi  | 8     | 4 gennaio 2019    | 38     | 1      | Tokyo, Giappone     | Wrestle Kingdom 13                    | |       |
| 68 | Jay White          | 1     | 11 febbraio 2019  | 54     | 0      | Osaka, Giappone     | The New Beginning in Osaka            | |       |
| 69 | Kazuchika Okada    | 5     | 6 aprile 2019     | 274    | 5      | New York, NY        | G1 Supercard                          | Per la prima volta il titolo ha cambiato possessore al di fuori del Giappone. |       |
| 70 | Tetsuya Naito      | 2     | 5 gennaio 2020    | 189    | 2      | Tokyo, Giappone     | Wrestle Kingdom 14 Parte II           | Era in palio anche l'IWGP Intercontinental Championship di Naito. |       |
| 71 | Evil               | 1     | 12 luglio 2020    | 48     | 1      | Osaka, Giappone     | Dominion in Osaka-jo Hall             | Era in palio anche l'IWGP Intercontinental Championship di Naito. |       |
| 72 | Tetsuya Naito      | 3     | 29 agosto 2020    | 128    | 1      | Tokyo, Giappone     | Summer Struggle in Jingu              | Era in palio anche l'IWGP Intercontinental Championship di Evil. |       |
| 73 | Kōta Ibushi        | 1     | 4 gennaio 2021    | 59     | 3      | Tokyo, Giappone     | Wrestle Kingdom 15 Parte I            | Era in palio anche l'IWGP Intercontinental Championship di Naito. |       |
| —  | Unificato          | —     | 4 marzo 2021      | —      | —      | Tokyo, Giappone     | Anniversary Event                     | Unificato con l'IWGP Intercontinental Championship per formare l'IWGP World Heavyweight Championship. |       |